# Berdier
Berdier es una pequeña localidad argentina. Se encuentra ubicada en el partido de Salto, al norte de la provincia de Buenos Aires, y unos 10 km al sudoeste de la ciudad de Salto.

## Población
Cuenta con 177 habitantes (Indec, 2010), lo que representa un incremento del 10% frente a los 161 habitantes (Indec, 2001) del censo anterior.
| Gráfica de evolución demográfica de Berdier entre 1991 y 2010 |
|                                                               |
| Fuente: Censos nacionales del INDEC                           |

## Ferrocarril
Cuenta con la estación Berdier, a 2013 sin funcionamiento, correspondiente al Ramal G del Ferrocarril General Belgrano.
El proyecto de resolución 2355-D-2006 del Congreso de la Nación propone la reactivación de las vías de ferrocarril que unen los 10 km con la ciudad de Salto, para su uso con un ferrobús (móvil que puede desplazarse por tierra y por vías férreas). El objetivo es brindar un medio de transporte y un atractivo turístico.
El proyecto del ferrobús se llama "Coletren" y es una idea de Responde (Recuperación Social de Poblados Nacionales que desaparecen). Se tramita la autorización de circulación ante la CNRT EXP. SO1: 146931/2004 N.I. GST N.º 01759.